# 8-cm-Flugabwehrkanone Typ 98
Die 8-cm-Flugabwehrkanone Typ 98 (japanisch 九八式八糎高角砲 hachihachi-shiki hachi-senchi Kōshahō) war eine Kanone der Kaiserlich Japanischen Marine für See- und Luftzielbeschuss, die ab dem Jahr 1938 (Jahr 2598 nach dem Kōki-Kalender, daher die Jahreszahl der Benennung) speziell als Bewaffnung für Leichte Kreuzer der Seestreitkräfte entwickelt und gefertigt wurde.

## Hintergrund
1938 wurde beschlossen, eine neue Klasse Leichter Kreuzer als Ergänzung für die vorhandenen Schiffe dieser Größenordnung aus der Zeit nach dem Ersten Weltkrieg für die Seestreitkräfte zu schaffen. Dafür wurde aus Gewichtsgründen auch eine leichte Kanone insbesondere für den Luftzielbeschuss vorgesehen. Erneut sollte das Kaliber 7,62 cm zum Einsatz kommen, obwohl dessen Wirksamkeit im Ziel im Vergleich zu der bereits fertig gestellten Typ 98 10-cm-Kanone und der Typ 89 12,7-cm-Flugabwehrkanone deutlich geringer war.

## Entwicklung
Auf Basis der Typ 11 8-cm-Flugabwehrkanone und der Typ 98 10-cm-Flugabwehrkanone wurde eine neue Waffe im Kaliber 7,62 cm mit großer Rohrlänge (L/60) entwickelt. Der Einsatz sollte zur Wirkungssteigerung in Zwillingskonfiguration und zum besseren Schutz unter Splitterschutzhauben erfolgen. Verschiedene Verbesserungen wie eine Zünderstellmaschine, ein automatischer Verschluss und die Möglichkeit zum Richten direkt über die Feuerleitanlage wurden dabei ebenfalls berücksichtigt. Die Entwicklung war 1940 beendet. Aufgrund der Änderungen am Rohr (größeres Kammervolumen, größerer Arbeitsdruck und so weiter) musste eine neue Art Munition eingeführt werden, was sich zusätzlich nachteilig auf die Nachschublogistik auswirkte.

## Technik

### Waffe
Das Geschütz besteht aus drei Teilen:
- Rohr
- Oberlafette mit Rohrrücklauf
- Unterlafette mit Pivot und Schutzhaube

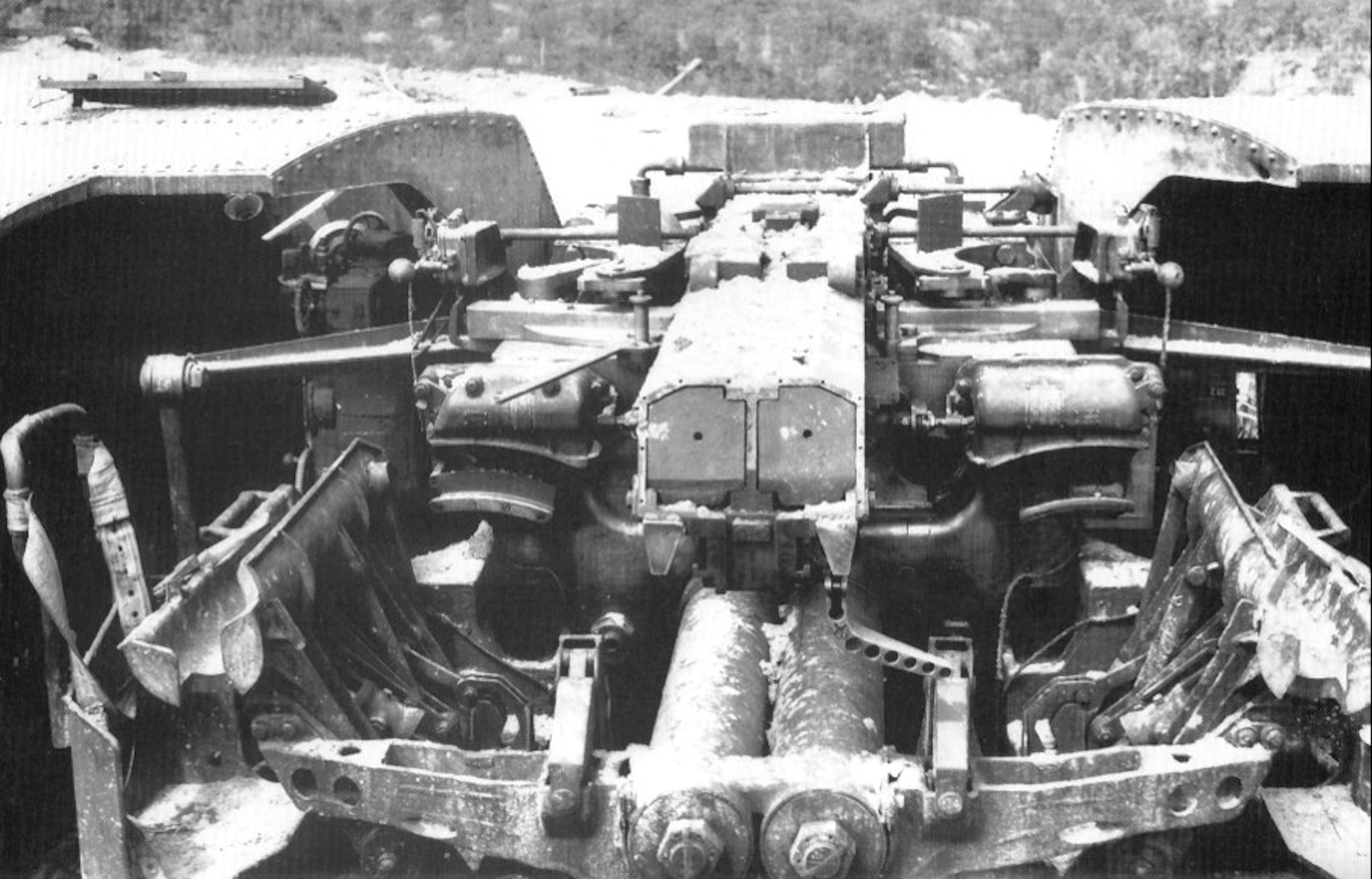
Blick von hinten auf die Oberlafette der nahezu baugleichen Typ 98 10-cm-Flugabwehrkanone in Zwillingslafette für Flugzeugträger

Das Rohr hatte eine Länge mit Verschluss von 4,777 m, Rohr und Kammer waren 4,567 m lang (L/59,9). Es hatte einen horizontal eingebauten Querkeilverschluss. Verwendet wurden Rohre mit 24 Zügen mit Rechtsdrall (Dralllänge 1 zu 28). Das Zugkaliber betrug 6,012 mm bei 1,02 mm Tiefe. Das Feldkaliber betrug 4,850 mm.
Je zwei Rohre waren in Rohrmanschetten in der Oberlafette eingelegt. Die Verschlüsse arbeiteten dabei jeweils in Richtung Außenseite. Zunächst wurden Mehrlagenrohre verwendet, später wurde dies auf einteilige Rohre geändert. Zwischen den Rohren waren wie bei der Typ 98 10-cm-Flugabwehrkanone für jedes Rohr eine federhydraulische Rohrbremse und Vorholer in einer zylindrischen Hülse schräg hinter dem Verschluss und unterhalb der Waffenebene eingebaut. Das Laden erfolgte automatisch. Dabei wurde die Munition zunächst in die Ladeschale eingelegt. Diese schwenkte dann zum Verschluss, wobei der Zünder automatisch eingestellt wurde. Durch einen hydraulischen Mechanismus folgte dann das Einschieben der Granate in das Rohr, woraufhin der Verschluss automatisch schloss. Danach wurde das Geschoss automatisch abgefeuert.
Die Oberlafette war an zwei Drehachsen vertikal beweglich an der massiven Unterlafette befestigt. Diese war über einen Zahnkranz horizontal drehbar mit der Decksebene verbunden. Zudem waren an ihr die Richtmechanismen montiert, die durch manuell über Handräder durch Skalenabgleich oder elektromechanisch direkt über die Feuerleitanlage eingerichtet werden konnten. Der Höhenrichtbereich lag bei −10° bis +90° bei einer Änderungsrate von 16° je Sekunde. Der Seitenrichtbereich war 360° bei einer Änderungsrate von 18° je Sekunde, wurde an Bord aber durch die Decksaufbauten der Schiffe auf etwa ±150° begrenzt. Aufgrund des hohen Gewichts erfolgte die Bewegung der Waffen elektromechanisch. Im Notfall konnte dies auch mit einem Handradmechanismus bei deutlich reduzierter Geschwindigkeit erfolgen.
Eine an der Unterlafette befestigte Panzerhaube gegen Geschosssplitter mit nach vorn abgeschrägter Oberseite bedeckte Waffe und Bedienmannschaft.

### Munition
Als Geschoss kam nur das Typ 98 8 cm Normalgeschoss (Sprenggeschoss) zum Einsatz.
Die Treibladung war in einer Hülse aus Stahl, untergebracht. Das Treibladungsgewicht lag bei 1,9 kg. Die Munition wurde patroniert gelagert und durch einen elektrischen Aufzug an die Waffe transportiert. Damit war theoretisch eine Kadenz von bis zu 25 Schuss je Rohr und Minute möglich. Nach Verschießen der Bereitschaftsmunition konnten aufgrund der Beschränkungen des Aufzugssystems nur noch 25 Schuss pro Minute aus beiden Rohren zusammen abgegeben werden.
Als Zünder kam ein Zeitzünder zum Einsatz.
| Bezeichnung                                | Bild | Gewicht  | Gewicht     | Sprengstoff    | Zünder     |
| Bezeichnung                                | Bild | Geschoss | Sprengstoff | Sprengstoff    | Zünder     |
| ------------------------------------------ | ---- | -------- | ----------- | -------------- | ---------- |
| Typ 98 8 cm Normalgeschoss(Sprenggeschoss) |      | 5,99 kg  | 310 g       | Trinitroanisol | Zeitzünder |

Mit der Munition war eine Maximalschussweite von 13.600 m möglich. In der Flugabwehr lag die maximale Schusshöhe bei 9100 m.

## Produktion und Einsatz

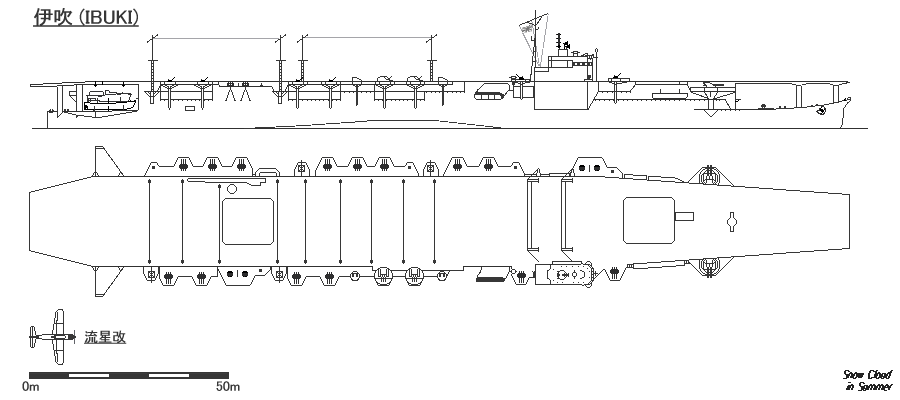
Zweiseitenskizze der geplanten Konfiguration des Trägers Ibuki, die zwei Türme mit den Typ 98 8-cm-Flugabwehrkanonen sind vor der Brücke eingebaut

Die Produktion begann erst im Jahr 1942 und in sehr geringem Umfang. Insgesamt wurden bis 1944 14 Zwillingstürme gefertigt und auf den vier Leichten Kreuzern der Agano-Klasse (je zwei) und dem leichten Flottenträger Ibuki (zwei) eingebaut. Die restlichen vier Türme dienten der Ausbildung und kamen schließlich in einer Batterie zum Schutz der Marinebasis Maizuru zum Einsatz.
Die Haltbarkeit der Rohre war mit nur 600 Schuss relativ gering (theoretisch 24 Minuten Dauerfeuer bei maximaler Kadenz). Zudem waren die Waffen in der Fertigung teuer und in der Handhabung genauso komplex wie die Typ 98 10-cm-Flugabwehrkanonen, ohne deren Wirksamkeit zu erreichen.

## Nachfolger
Die Waffe war bis Kriegsende im Einsatz, ein Nachfolger war nicht vorgesehen.

## Hinweis
Die Waffe ist nicht identisch mit der Typ 88 8-cm-Flugabwehrkanone. Diese hatte ein anderes Einsatzspektrum.